# Йозеф Шкода
Йозеф Шкода (нім. Josef von Škoda / Joseph Ritter von Škoda) — австрійський лікар і науковець.

## Біографія
Був третім сином у бідній сім'ї. Батько був слюсарем. Оскільки Шкода в дитинстві часто хворів, він вступив до середньої школи в Пльзені лише у дванадцять років. Не було грошей ні на свічки, ні на лампадку, і підліток Шкода проводив вечори, навчаючись при світлі вогню кухонної плити. Щоб відвідувати гімназію, він був змушений давати приватні уроки в підлітковому віці. Також й під час вивчення медицини заробляв гроші, даючи приватні уроки.
З 1825 року він вивчав медицину у Віденському університеті, як і його брат Франц, а також математику та фізику. У 1831 році йому присуджено докторський ступінь на медичному факультеті у Відні. Окрім медицини, вивчав вищу математику та фізику, і склав іспити настільки успішно, що його вчитель, професор Баумгартнер, закликав його присвятити своє життя математиці. У студентські роки він, кажуть, пройшов відстань між Пльзенєм і Віднем туди й назад.
Шкода повернувся до Пльзеня й заснував свою медичну практику. У цей час перша холерна пандемія наближалася до Богемії, і він став богемським окружним фахівцем з холери спочатку в регіоні Хрудім, потім у Курімі й, нарешті, в Пльзені (1831—1832). Він усвідомлював, як мало його формальне навчання в медицині підготувало його до медичної практики, а також те, що в боротьбі з холерою можна досягти більшого за допомогою профілактичних гігієнічних заходів, ніж за допомогою багатьох офіційно рекомендованих ліків.
Після двох років практики в Богемії він повернувся до Відня, де влаштувався безоплатно працювати у відділенні внутрішніх хвороб з осені 1833 року. Також працював у патологоанатомічному відділенні Карла фон Рокітанські та мав з ним тісні професійні стосунки.
Близько 1836 року Шкода почав досліджувати основи перкусії та аускультації, двох методів обстеження в клінічній медицині. Відкриття методу перкуторної діагностики, опубліковане в 1761 році віденським лікарем Леопольдом Ауенбруггером, було тоді забуте, а знання про це вперше було відроджено в 1808 році Жаном-Ніколя Корвізаром, придворним лікарем Наполеона. Рене Лаеннек та його учні Піоррі та Буйо додали до цього методу аускультацію.
Шкода критично оцінив доктрини французької школи медицини, яка розрізняла перкуторні звуки за органом — стегно, печінка, кишки, легені чи будь-який інший — і замінив фізичну класифікацію перкуторного звуку на чотири категорії: від повного до порожнього, від ясного до приглушеного, від тимпаніту до його відсутності, від високого до низького.
Підхід Шкоди базувався виключно на об'єктивному описі фізичних ознак. Він вважав акустичні явища, породжені перкусією, специфічними не для даного органу, а для кількості повітря або рідини. Спираючись на акустичні явища, Шкода намагався пояснити фізичні зміни в органі, а потім, виходячи з анатомічних і патологічних можливостей, дійшов клінічного діагностичного висновку.
У теорії аускультації Шкода вперше відрізнив тони серця від серцевих шумів. На основі порівняльних спостережень за здоровими людьми і хворими на хвороби серця він навчився діагностувати різні такі хвороби за наявністю шумів на окремих клапанах. Оцінював також пульсацію вен шиї та посилення подальшої реверберації в легеневій артерії. Завдяки своєму чіткому опису функціональних змін і симптомів, які супроводжують різні зміни клапанів серця або перикарда, він встановив принципи клінічної фізіології захворювань серця.
Приблизно в 1836 році він відкрив курси перкусії та аускультації для лікарів, які були його єдиним джерелом доходу. Продовжував їх до свого призначення професором у 1846 році. Ці курси незабаром залучили молодих колег з Австрії, а також з інших європейських країн і донесли його доктрини до іноземних університетів.
Незважаючи на те, що він був відомий за кордоном і в європейських інтелектуальних колах, його ідеї навіть старші австрійські лікарі не сприйняли, тому що не могли зрозуміти нові діагностичні процедури. Перш ніж запровадити нову процедуру у Віденській загальній лікарні, необхідно було отримати дозвіл директора та головного лікаря лікарні. За їхньої відсутності й, таким чином, без їхньої згоди Шкода виконав трахеотомію разом зі своїм колегою, відомим хірургом Францем Шухом. Процедура була виконана правильно; тим не менш, Шкода опинився під загрозою втрати медичної ліцензії. На щастя, завдяки його славі, яку в Австрії визнав, зокрема, придворний радник Людвіг Фрайхер фон Тенкіркгайм, відповідальний за придворний комітет із досліджень. Як покарання Шкоду перевели лікарем палати для божевільних, де він пропрацював три місяці. Начальник медичного відділу дозволив йому, однак, продовжити діагностичні дослідження. Тим не менш, Шкода відмовився продовжити свій контракт із Віденською загальною лікарнею і в жовтні 1839 року почав працювати міським лікарем для бідних у Санкт-Ульріху, передмісті Відня.
13 лютого 1840 року, за рекомендацією фон Тенкіргайма, Шкода був призначений на неоплачувану посаду головного лікаря відділення для хворих на туберкульоз, щойно відкритого в загальній лікарні.
Тенкіргайм попросив Шкоду дати ще один висновок щодо французького міністра Ле Дюка де Блакаса, мешканця Відня, у якого інші лікарі поставили діагноз захворювання печінки. Оглядаючи пацієнта Шкода діагностував аневризму черевного відділу аорти. Під час розтину діагноз Шкоди виявився правильним, і Тенкіргайм створив для нього відділення захворювань грудної клітки в Allgemeines Krankenhaus. Пізніше до цього відділення було приєднано відділення шкірних захворювань і внутрішньої медицини. Саме під час перебування тут Шкоди Фердинанд фон Гебра заклав основу своєї пізнішої слави дерматолога.
У 1846 році, завдяки енергійним заходам Карла фон Рокітанські, Шкода нарешті отримав кафедру професора спеціальної патології та терапії у Віденському університеті та став ординарним професором кафедри внутрішньої медицини. Це суперечило бажанням решти медичного факультету. Через два роки, 17 липня 1848 року, Шкода був обраний дійсним членом математико-фізичної секції Королівської академії наук у Відні. Також у 1848 році він почав читати лекції німецькою мовою замість латини, будучи першим професором у Відні, який це зробив.
Шкода майже повністю ліквідував черевний тиф у Відні, забезпечивши будівництво водопроводу з гірських джерел у той час, коли справжня причина цієї хвороби була невідома. Він здійснював профілактичні заходи, будучи молодим лікарем під час епідемії холери в Богемії.
Погано одягнений, нігіліст Йозеф Шкода був чудовим учителем, але, як кажуть, був набагато стриманішим і педантичнішим, ніж Рокітанські, хоча мав ексцентричний шарм. Він повністю знехтував гуманною і психосоматичною стороною хвороби й ставився до пацієнта практично як до піддослідної тварини. Шкода захищав підхід терапевтичного нігілізму і сказав: «хоч хворобу можна описати та діагностувати, ми можемо не знати, як вилікувати її будь-яким способом».
Його терапія була надзвичайно простою на відміну від великої різноманітності лікувальних засобів, які використовувалися в той час, що він вважав марним, оскільки, як показав його досвід, багато хвороб виліковувалися без ліків, лише за допомогою належного медичного нагляду та правильної дієти.
Він роками страждав від тяжкої подагри. Шкода залишив усі свої посади в 1871 році. Студенти та населення Відня вшанували його знаменитим факельним парадом. Помер у Відні через 10 років і був похований на тому ж цвинтарі, що й фон Гебра і фон Рокітанські.
Рокитанські називав його «світлом для тих, хто навчається, взірцем для тих, хто прагне, і скелею для тих, хто зневірився». Доброзичливість Шкоди найкраще демонструє той факт, що, незважаючи на його великий дохід і відому простоту життя, він залишив порівняно невеликі статки, а у своєму заповіті заповів багато низці благодійних установ. Одним із бенефіціарів у його заповіті був двоюрідний брат із Пльзеня Еміль Шкода (1839—1900), засновник автомобільної фабрики «Škoda Holding».

## Основні твори
- Uber Pericarditis in pathologisch-anatomischer und diagnostischer Hinsicht. Written with Jakob Kolletschka (1803—1847). Medicinische Jahrbücher des kaiserlich-königlichen österreichischen Staates, 1834 / Про перикардит з патолого-анатомічної та діагностичної точки зору. Написано разом з Якобом Коллечкою (1803—1847)
- Ueber die Perkussion. Medicinische Jahrbücher des kaiserlich-königlichen österreichischen Staates, Wien, 1836, 20: 453—473. (new series, volume 9). / Про перкусію
- Über den Herzstoss und die durch die Herzbewegungen verursachten Töne und über die Anwendung der Perkussion bei Untersuchung der Organe des Unterleibes. Medicinische Jahrbücher des kaiserlich-königlichen österreichischen Staates, Wien, 1837, 22: 227—266. / Про серцебиття і звуки, спричинені рухами серця, про застосування перкусії при дослідженні органів черевної порожнини.
- Anwendung der Perkussion bei Untersuchung der Organe des Unterleibes. Written with A. Dobler. Medicinische Jahrbücher des kaiserlich-königlichen österreichischen Staates, Wien, 1838, 24: 5-46. / Застосування перкусії при дослідженні органів черевної порожнини.
- Untersuchungsmethode zur Bestimmung des Zustandes des Herzens. Medicinische Jahrbücher des kaiserlich-königlichen österreichischen Staates, 1839, 27: 528—559. / Метод обстеження для визначення стану серця.
- Über Abdominaltyphus und dessen Behandlung mit Alumen crudum. Medicinische Jahrbücher des kaiserlich-königlichen österreichischen Staates, volume 15, 1838. / Про черевний тиф і лікування його алюменом крудумом.
- Untersuchungsmethode zur Bestimmung des Zustandes des Herzens. Medicinische Jahrbücher des kaiserlich-königlichen österreichischen Staates, volume 18, 1839. / Метод обстеження для визначення стану серця.
- Ueber Pericarditis in pathologischer und diagnostischer Beziehung. Written with Jakob Kolletschka. Medicinische Jahrbücher des kaiserlich-königlichen österreichischen Staates, 1839, 28: 55-74, 227—272, 397—433./ Про перикардит у патолого-діагностичному плані. Написано разом з Якобом Коллечкой.
- Über Piorrys Semiotik und Diagnostik. Medicinische Jahrbücher des kaiserlich-königlichen österreichischen Staates, volume 18, 1839./ Про семіотику та діагностику Піоррі.
- Über die Diagnose der Herzklappenfehler. Medicinische Jahrbücher des kaiserlich-königlichen österreichischen Staates. New series, volume 21, 1840. / Про діагностику вад клапанів серця.
- Abhandlung über Perkussion und Auskultation. 271 pages. Wien, J. G. Ritter von Mösle Witwe & Braumüller, 1839. 6th edition, 1864. / Трактат про перкусію та аускультацію.
- Ueber die Pleura- und Herzbeutelergüsse. Medicinische Jahrbücher des kaiserlich-königlichen österreichischen Staates, 1842. (разом з Францем Шухом) / Про плевральний і перикардіальний випоти.
- Auszug aus der Eintrittsrede. Zeitschrift der Gesellschaft der Aerzte in Wien, 1847, 3: 258—265. / Уривок зі вступного слова.
- Erscheinungen, aus denen sich die Verwachsung des Herzens mit dem Herzbeutel am lebenden Menschen erkennen lässt. Reprint of the Royal Academy of Sciences (mathematics-natural history class) session, November 1851. /Явища, за якими у живої людини можна розпізнати зрощення серця з перикардом.
- Fälle von Lungenbrand behandelt und geheilt durch einathmen von Terpentinöldampfen. Zeitschrift der Gesellschaft der Aerzte in Wien, 1853, 9: 445-447. / Випадки гангрени лікуються і виліковуються вдиханням парів скипидару.
- Ueber die Funktion der Vorkammern des Herzens und über den Einfluss der Kontraktionskraft der Lunge und der Respirationsbewegungen auf die Blutzirkulation. Zeitschrift der Gesellschaft der Aerzte in Wien, 1853, 9: 193-213. / Про функцію передсердь серця і про вплив сили скорочення легенів і дихальних рухів на кровообіг.